# X-Men: The Official Game
X-Men: The Official game är ett tv-spel baserat på filmtrilogin om X-Men, spelet släpptes i maj 2006 i samband med premiären av filmen X-Men: The Last Stand och gavs ut av Activision. Detta officiella spel ger en möjlighet att utnyttja X-Mens krafter, man kontrollerar deras beteende, kraft och begåvning. Spelet tar sin början där den andra filmen slutade.